# Acacia hayesii
Acacia hayesii é uma espécie de leguminosa do gênero Acacia, pertencente à família Fabaceae.